# Toti Gomes
António Gomes, detto Toti (Bissau, 16 gennaio 1999), è un calciatore guineense naturalizzato portoghese, difensore del Wolverhampton.

## Caratteristiche tecniche
Impiegato come centrocampista, è forte nei duelli ed è di piede mancino.

## Carriera

### Club
Cresciuto nel settore giovanile dell'Estoril Praia, debutta in prima squadra il 5 maggio 2019, in occasione dell'incontro di Segunda Liga perso per 1-3 contro l'Académico de Viseu. Poco utilizzato dal club portoghese, il 4 settembre 2020 viene acquistato dal Wolverhampton, che lo gira subito in prestito al Grasshoppers. Il 29 giugno 2021, dopo aver contribuito alla promozione degli svizzeri in massima serie, il prestito viene rinnovato per un'altra stagione.
Tuttavia, il 4 gennaio 2022 il prestito viene interrotto, facendo rientro alla base. 11 giorni dopo ha esordito in Premier League, disputando l'incontro vinto per 3-1 contro il Southampton.

### Nazionale
Nel 2019 ha giocato un incontro con la nazionale portoghese Under-20.
Il 29 maggio 2023 viene convocato per la prima volta in nazionale maggiore in occasione delle sfide contro Bosnia ed Erzegovina ed Islanda. Esordisce con la massima selezione lusitana il 16 novembre seguente nella sfida in trasferta contro il Liechtenstein, vinta 0-2 dai lusitani.

## Statistiche

### Presenze e reti nei club
Statistiche aggiornate al 31 dicembre 2022.
| Stagione             | Squadra              | Campionato           | Campionato | Campionato | Coppe nazionali | Coppe nazionali | Coppe nazionali | Coppe continentali | Coppe continentali | Coppe continentali | Altre coppe | Altre coppe | Altre coppe | Totale | Totale |
| Stagione             | Squadra              | Comp                 | Pres       | Reti       | Comp            | Pres            | Reti            | Comp               | Pres               | Reti               | Comp        | Pres        | Reti        | Pres   | Reti   |
| -------------------- | -------------------- | -------------------- | ---------- | ---------- | --------------- | --------------- | --------------- | ------------------ | ------------------ | ------------------ | ----------- | ----------- | ----------- | ------ | ------ |
| 2018-2019            | Estoril Praia        | LdH                  | 3          | 0          | CP+CdL          | 0               | 0               |                    | -                  | -                  |             | -           | -           | 3      | 0      |
| 2019-2020            | Estoril Praia        | LdH                  | 0          | 0          | CP+CdL          | 0               | 0               |                    | -                  | -                  |             | -           | -           | 0      | 0      |
| Totale Estoril Praia | Totale Estoril Praia | Totale Estoril Praia | 3          | 0          |                 | 0               | 0               |                    | -                  | -                  |             | -           | -           | 3      | 0      |
| 2020-2021            | Grasshoppers         | ChL                  | 34         | 2          | CS              | 2               | 0               |                    | -                  | -                  |             | -           | -           | 36     | 2      |
| 2021-gen. 2022       | Grasshoppers         | ASL                  | 16         | 1          | CS              | 2               | 0               |                    | -                  | -                  |             | -           | -           | 18     | 1      |
| Totale Grasshoppers  | Totale Grasshoppers  | Totale Grasshoppers  | 50         | 3          |                 | 4               | 0               |                    | -                  | -                  |             | -           | -           | 54     | 3      |
| gen.-giu. 2022       | Wolverhampton        | PL                   | 4          | 0          | FACup+CdL       | 1 + -           | 0               |                    | -                  | -                  |             | -           | -           | 5      | 0      |
| 2022-2023            | Wolverhampton        | PL                   | 5          | 0          | FACup+CdL       | 0               | 0               |                    | -                  | -                  |             | -           | -           | 5      | 0      |
| Totale Wolverhampton | Totale Wolverhampton | Totale Wolverhampton | 9          | 0          |                 | 1               | 0               |                    | -                  | -                  |             | -           | -           | 10     | 0      |
| Totale carriera      | Totale carriera      | Totale carriera      | 62         | 3          |                 | 5               | 0               |                    | -                  | -                  |             | -           | -           | 67     | 3      |

### Cronologia presenze e reti in nazionale
| Cronologia completa delle presenze e delle reti in nazionale ― Portogallo | Cronologia completa delle presenze e delle reti in nazionale ― Portogallo | Cronologia completa delle presenze e delle reti in nazionale ― Portogallo | Cronologia completa delle presenze e delle reti in nazionale ― Portogallo | Cronologia completa delle presenze e delle reti in nazionale ― Portogallo | Cronologia completa delle presenze e delle reti in nazionale ― Portogallo | Cronologia completa delle presenze e delle reti in nazionale ― Portogallo | Cronologia completa delle presenze e delle reti in nazionale ― Portogallo |
| Data                                                                      | Città                                                                     | In casa                                                                   | Risultato                                                                 | Ospiti                                                                    | Competizione                                                              | Reti                                                                      | Note                                                                      |
| ------------------------------------------------------------------------- | ------------------------------------------------------------------------- | ------------------------------------------------------------------------- | ------------------------------------------------------------------------- | ------------------------------------------------------------------------- | ------------------------------------------------------------------------- | ------------------------------------------------------------------------- | ------------------------------------------------------------------------- |
| 16-11-2023                                                                | Vaduz                                                                     | Liechtenstein                                                             | 0 – 2                                                                     | Portogallo                                                                | Qual. Euro 2024                                                           | -                                                                         |                                                                           |
| 21-3-2024                                                                 | Guimaraes                                                                 | Portogallo                                                                | 5 – 2                                                                     | Svezia                                                                    | Amichevole                                                                | -                                                                         | 46’                                                                       |
| Totale                                                                    |                                                                           | Presenze                                                                  | 2                                                                         |                                                                           | Reti                                                                      | 0                                                                         |                                                                           |

## Palmarès

### Club

#### Competizioni nazionali
- Challenge League: 1

Grasshoppers: 2020-2021